# گل‌چاک
گل‌چاک (نام علمی: Asyneuma) نام یک سرده از تیره گل‌استکانیان است.